# Melvin Solomon
Melvin „Red“ Solomon (* um 1913; † 16. Februar 2003 in West Palm Beach als Melven Solomon) war ein US-amerikanischer Jazz- und Unterhaltungsmusiker (Trompete).

## Leben und Wirken
Solomon arbeitete ab Ende der 1930er-Jahre in der New Yorker Jazzszene; erste Aufnahmen entstanden 1938 mit dem Jack Jenney Orchestra („Swingin’ the Apach’“) und dem Richard Himber Essex House Orchestra. Außerdem begleitete er The Andrews Sisters und Mildred Bailey bei Plattensessions. Im folgenden Jahrzehnt spielte er  u. a. mit Freddie Rich, Chick Bullock und 1943/44 bei Raymond Scott. Nach Kriegsende wirkte er bei Aufnahmen von Pearl Bailey, Jerry Jerome, Anita O’Day/ Will Bradley, Sarah Vaughan und Billy Eckstine mit; außerdem arbeitete er in den (Studio-)Orchestern von Tony Pastor, Tommy Dorsey, Ralph Flanagan, ab 1950 bei Sy Oliver, Edgar Sampson, Buddy Morrow und Hugo Winterhalter. In den 1950er Jahren war er in den Fernseh-Shows von Perry Como und Jackie Gleason tätig. Im Bereich des Jazz war er zwischen 1938 und 1958 an 117 Aufnahmesessions beteiligt, auch mit Frank Sinatra, Ella Fitzgerald und Louis Armstrong. Begleitet vom Bobby Byrne Orchestra, legte er in den frühen 1950er-Jahren unter eigenem Namen eine Instrumentalversion des Pop-Hits „Oh, Mein Papa“ vor.